# Małgorzata Rydz
Pour les articles homonymes, voir Rydz.
Małgorzata Urszula Rydz (née Kapkowska le 18 janvier 1967 à Kłobuck) est une athlète polonaise, spécialiste des courses de demi-fond.

## Biographie
Elle remporte la médaille de bronze du 1 500 m lors des Championnats d'Europe en salle 1994 et 1996. Finaliste des Jeux olympiques de 1992 (7e) et 1996 (8e), elle se classe cinquième des Championnats d'Europe 1994.

### Palmarès
| Date | Compétition                    | Lieu      | Résultat | Épreuve |
| ---- | ------------------------------ | --------- | -------- | ------- |
| 1991 | Championnats du monde          | Tokyo     | 8e       | 1 500 m |
| 1992 | Jeux olympiques                | Barcelone | 7e       | 1 500 m |
| 1994 | Championnats d'Europe en salle | Paris     | 3e       | 1 500 m |
| 1994 | Championnats d'Europe          | Helsinki  | 5e       | 1 500 m |
| 1996 | Championnats d'Europe en salle | Stockholm | 3e       | 1 500 m |
| 1996 | Jeux olympiques                | Atlanta   | 8e       | 1500 m  |

### Records
| Épreuve | Performance | Lieu          | Date      |              |
| ------- | ----------- | ------------- | --------- | ------------ |
| 1 500 m | Plein air   | 4 min 01 s 91 | Barcelone | 8 août 1992  |
| 1 500 m | Salle       | 4 min 12 s 94 | Toronto   | 13 mars 1993 |